# Sénat (Sainte-Lucie)
Pour les autres articles nationaux ou selon les autres juridictions, voir Sénat.
12e législature
Le Sénat (en anglais : Senate) est la chambre haute du parlement de Sainte-Lucie.

## Composition
Le Sénat comprend 11 membres nommés par le gouverneur général selon plusieurs critères. Il nomme 6 sénateurs sur recommandation du Premier ministre, 3 sur celle du chef de l'opposition et 2 représentant les domaines religieux, économique ou social ou tout autre intérêt que le gouverneur général estime devoir être représenté,.

## Nomination
La durée du mandat est de cinq ans. 
Pour être éligible au Sénat il nécessaire d'être un citoyen du Commonwealth ayant atteint l'âge de 21 ans, avoir résidé à Sainte-Lucie pendant les 5 années précédant la désignation et de savoir lire et parler anglais.
Inéligibilité :
- allégeance à un État étranger ;
- faillite non réhabilitée ;
- maladie mentale ;
- peine de mort ;
- peine de prison de plus d'un an[C 3].

Incompatibilités :
- hauts fonctionnaires ;
- ministre du culte[C 3].

Les ministres et les secrétaires parlementaires sont choisis parmi les sénateurs et les membres de l'Assemblée de Sainte-Lucie. Ni le président ni le vice-président des assemblées respectives ne peuvent toutefois être membres du Gouvernement,.

## Membre actuels
| Sénateur                      | Parti       | Fonction |
| ----------------------------- | ----------- | --- |
| Stanley Felix                 | SLP         | Président du Sénat |
| Pauline Antoine-Prospere      | SLP         | Ministre de l'Éducation nationale, du développement durable, de l'innovation, de la science, de la technologie et de la formation professionnelle |
| Guibion Ferdinand             | SLP         | Ministre du tourisme, de l'investissement, des industries créatives, de la culture et de l'information                                            |
| Alvina Reynolds               | SLP         | – |
| Lisa Cassandra Jawahir        | SLP         | – |
| Kaygianna Toussaint - Charley | SLP         | – |
| Dominic Fedee                 | UWP         | – |
| Herod Stanislaus              | UWP         | – |
| Angelina Phera Polius         | UWP         | – |
| Noorani Azeez                 | Indépendant | – |
| Deale A. L. Lee               | Indépendant | – |

## Liste des présidents
| Nom                               | Début            | Fin            | Notes |
| --------------------------------- | ---------------- | -------------- | ----- |
| Vincent Floissac                  | 22 février 1979  | 1979           |       |
| Claxite George                    | 7 juillet 1979   | 1982           |       |
| Emmanuel Henry Giraudy, OBE       | juin 1982        | 1993           |       |
| Neville Cenac                     | 1993             | 1997           |       |
| Matthew Roberts                   | 1997             | 2003           |       |
| Hilford Deterville                | 1997             | 2007           |       |
| Joseph Baden Allain               | 2003             | 2007           |       |
| Rosemary Husbands-Mathurin        | 2007             | 2008           |       |
| Everistus Jn. Marie               | 2008             | 2008           |       |
| Gail V. Philip                    | 2008             | 2010           |       |
| Leonne Theodore-John              | 2010             | 2012           |       |
| Claudius J. Francis               | 2012             | 2016           |       |
| Andy Daniel                       | 2016             | 2018           | ,     |
| Jeannine Michele Giraudy-McIntyre | 20 mars 2018     | 2021           | [ 5 ] |
| Stanley Felix                     | 17 août 2021     | 7 octobre 2022 | [ 3 ] |
| Alvina Reynolds                   | 24 novembre 2022 | en fonction    | [ 6 ] |

### Constitution de Sainte-Lucie
- (en)  Sainte-Lucie. « Constitution de Sainte-Lucie » [lire en ligne]

1. ↑  Article 24.2
2. ↑  Article 25
3. 1 2  Article 26
4. ↑  Article 60.4
5. ↑  Article 29
6. ↑  Article 35

### Autres références
1. 1 2  « Sainte-Lucie Sénat : À propos du parlement », sur Union interparlementaire (consulté le 14 mars 2021)
2. ↑  (en) « Extraordinary » [PDF], sur caribbeannewsglobal.com, Saint Lucia Government Gazette, 16 août 2021 (consulté le 19 août 2021)
3. 1 2  (en) Sharefil Gaillard, « Claudius Francis to be sworn in as Speaker of the House of Assembly », sur stlucia.loopnews.com, 16 août 2021 (consulté le 19 août 2021)
4. ↑  « Upper House appoints president, deputy president », St. Lucia News Online, 12 juillet 2016 (consulté le 12 juillet 2016)
5. 1 2  « New Speaker of the House and Senate President sworn in », Loop News,‎ 20 mars 2018 (lire en ligne, consulté le 20 mars 2018)
6. ↑  (en) « Senate President Stanley Felix Arrested, Charged and Relieved of Senatorial Duties », sur St. Lucia News From The Voice, 8 octobre 2022 (consulté le 22 janvier 2023)